# Kokoreç

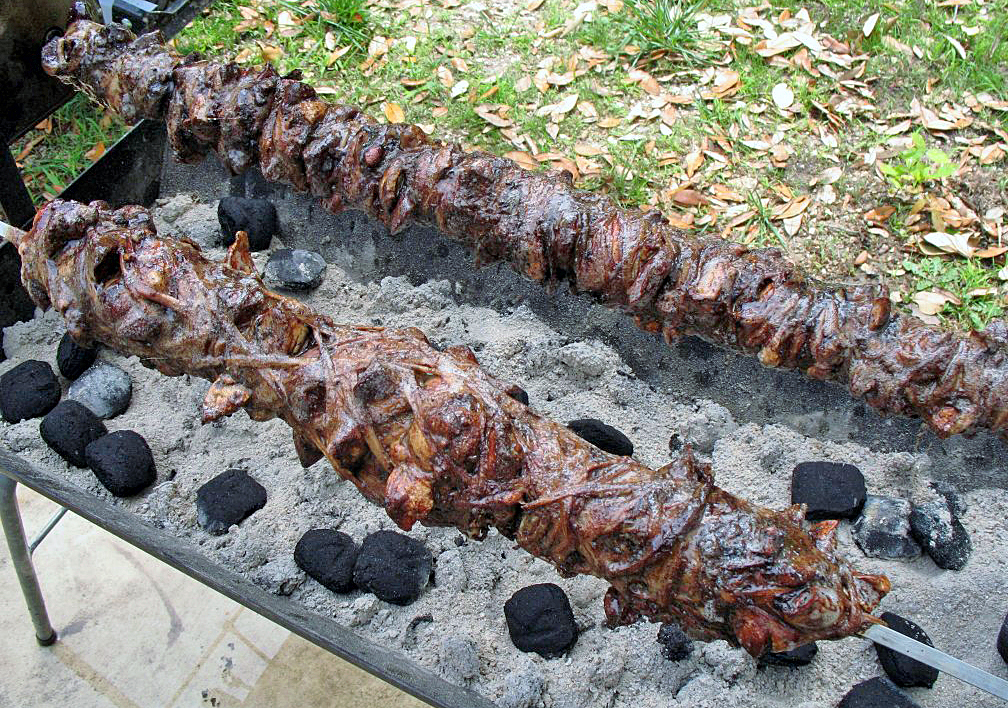
Un rostit de "kokoretsi"

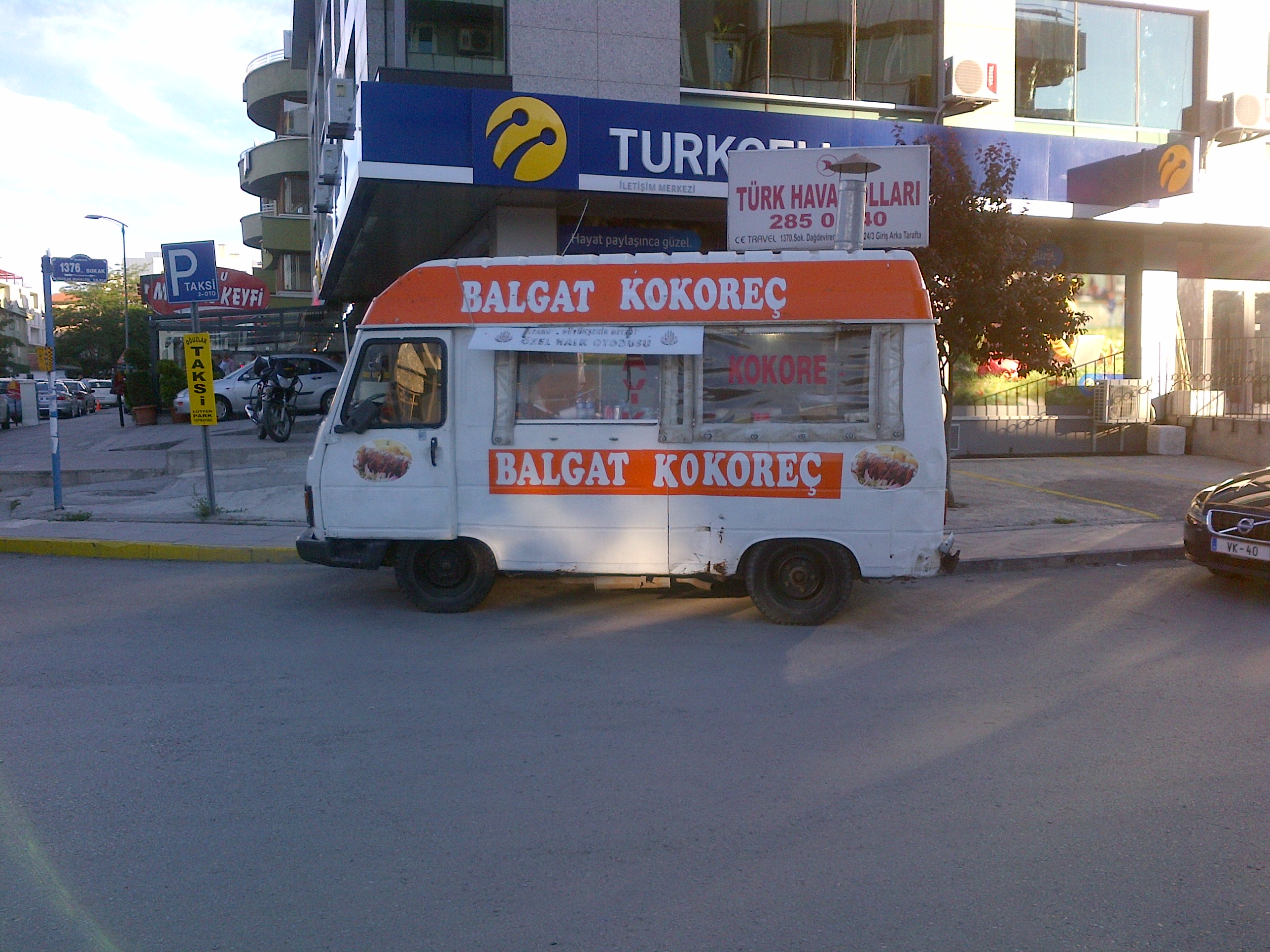
Un "kokoreç van" en la capital turca d'Ankara

El Kokoreç (del turc, denominat κοκορέτσι o kokoretsi en grec) és un plat típic de la cuina dels Balcans i que consisteix en intestins d'ovella o de xai rostits. Els intestins se solen assaonar amb diverses herbes aromàtiques i després es posen en una broqueta. Per regla general sol preparar-se a l'ast i després de cuinat se sol acompanyar d'un pa pla.
A Turquia el kokoreç és tant un plat de "meyhane", i se sol acompanyar amb cervesa, o bé es menja com un menjar de carrer.